# Candalù
Candalù (Xanadu) è la villa immaginaria di Charles Foster Kane, protagonista del film Quarto potere (1941). Il nome in lingua originale della villa si ispira all'antica città di Xanadu, celebre per il suo splendore. Il Castello Hearst a San Simeon, in California, è spesso indicato come la principale fonte d'ispirazione per Candalù, a causa del confronto tra William Randolph Hearst e Kane, che suscitò ampie polemiche dopo l'uscita del film.

## Apparizioni
Costruita su un'immensa "montagna privata" situata nei "deserti della costa del Golfo" in Florida, Candalù è descritta come la più grande tenuta privata al mondo. Il suo costo? "Impossibile da stimare", secondo il cinegiornale che apre il film. Questo stesso cinegiornale cita la poesia Kubla Khan di Samuel Taylor Coleridge, che narra la costruzione, da parte del protagonista, di una "maestosa cupola del piacere" nella leggendaria città di Candalù. Viene anche riferito che Kane concepì la tenuta specificamente per Susan Alexander, la sua seconda moglie. Tuttavia, Susan finì per odiare Candalù, descrivendola come "quarantanovemila acri [76 miglia quadrate, 200 km²] di nient'altro che paesaggi e statue".

La descrizione di Candalù, un pastiche dello stile dei riassunti dei notiziari de La Marcia del Tempo, regolarmente proiettati nei cinema dell'epoca, è la seguente:
Qui, nei deserti della costa del Golfo, è stata commissionata e realizzata una montagna privata. Centomila alberi e ventimila tonnellate di marmo sono gli elementi di Candalù. Il contenuto del palazzo include dipinti, statue, manufatti e persino le pietre di altri palazzi: una collezione così vasta da non poter essere mai catalogata o valutata, sufficiente a riempire dieci musei, il "bottino del mondo". Gli abitanti animali di Xanadu comprendono uccelli, pesci e bestie provenienti da ogni parte del globo, due per ciascuna specie: il più grande zoo privato dai tempi di Noè. Come i faraoni, il padrone di Candalù ha lasciato dietro di sé un'imponente quantità di pietre a testimonianza del suo passaggio. Dai tempi delle Piramidi, Candalù è il monumento più costoso mai costruito da un uomo per se stesso.
La proprietà vantava anche un campo da golf regolamentare e un canale in stile veneziano con gondole. Lo zoo e l’acquario erano ricchi di animali esotici, tra cui scimmie, cavalli, giraffe, elefanti, uccelli tropicali e persino polpi e asini. La tenuta era circondata da una recinzione in ferro, accessibile attraverso un cancello sormontato da una grande lettera "K". Al centro della proprietà sorgeva Candalù stessa, una villa simile a un castello, che serviva sia da abitazione per Kane sia da deposito per la sua vasta collezione di antichità e opere d'arte. La gestione della tenuta era affidata a un maggiordomo e a un folto gruppo di valletti e cameriere, mostrati in una scena in cui Kane distrugge la suite della moglie dopo essere stato lasciato da lei.
Le riprese esterne dei giardini formali di Candalù furono girate presso il Castello Oheka a Huntington, New York. Tuttavia, gran parte degli scatti di Candalù erano dipinti opachi, surreali e stilizzati. L’architettura gotica domina il complesso, che, eccetto nel cinegiornale iniziale, appare sempre circondato dalla nebbia e mostrato di notte, conferendogli un’aria inquietante. Candalù, per Kane, si trasforma progressivamente in una prigione anziché un rifugio. Anche gli interni della villa risultano freddi e inospitali, simboleggiando il vuoto della vita di Kane negli ultimi anni.
La tenuta è presente nelle inquadrature di apertura e chiusura del film ed è il luogo dove Kane muore, praticamente solo. Sebbene alla sua morte fosse ancora immensamente ricco, Candalù, dichiarata incompiuta dal cinegiornale, era già caduta in rovina a causa dell'incuria e delle dimensioni impraticabili. Dopo la sua scomparsa, la proprietà viene abbandonata e il suo contenuto catalogato per essere messo all'asta. Tra gli oggetti di Kane, una slitta rivela il significato di "Rosabella" prima di essere incenerita.

## Influenza culturale
Candalù è stato recentemente utilizzato come simbolo dell'eccesso e dell'insensatezza legati a stili di vita sontuosi come quello di Kane. Celebrità come Michael Jackson, con il suo Neverland Ranch, e George Lucas, con lo Skywalker Ranch, sono state paragonate a Kane per il loro stile di vita e le proprietà iconiche. Il significato simbolico di Xanadu, inteso come una prigione costruita per rinchiudersi volontariamente, conserva ancora oggi la sua rilevanza. Non a caso, la residenza di Bill Gates è stata soprannominata "Xanadu 2.0", in omaggio alla celebre villa immaginaria.